# Felejtési görbe

A felejtési görbe egy jellegzetes ábrázolása. A piros görbe jelzi a kezdeti tanulás utáni emlékezést, míg a zöldek a gyakorlás hatását mutatják.

A felejtési görbe az emlékezetek fakulásának folyamatát ábrázolja az idő függvényében. Egy kapcsolódó fogalom az emlék erőssége, amely azt fejezik ki, hogy egy emlék milyen tartósan marad meg az agyban. Minél erősebb egy emlék, annál hosszabb ideig képes valaki előhívni. Mint a mellékelt ábráról is leolvasható, az emberek jellemzően a megtanult tények felét elfelejtik néhány nap vagy hét alatt, kivéve ha tudatosan és folyamatosan gyakorolják a frissen megtanult anyagot.

## Történet
1885-ben Hermann Ebbinghaus fedezte fel a felejtés exponenciális jellegét. Nagyjából alábbi formula írja le ezt a folyamatot:
{\displaystyle M=e^{-{\frac {t}{E}}}}
Ahol {\displaystyle M} az emlékek megtartása, {\displaystyle E} az emlék arányos erőssége, {\displaystyle t} pedig az idő.
Az első jelentős kutatás ezen a területen Hermann Ebbinghaus munkája volt, amit 1885-ben publikált a Über das Gedächtnis cím alatt. Ebbinghaus az értelmetlen betűcsoportok, mint például "WID" vagy "ZOF" emlékezetbe vésődését tanulmányozta. A kezdeti tanulás után bizonyos időközönként megpróbált visszaemlékezni e betűcsoportokra, és az eredmények vizsgálata alapján írta le elsőként a felejtési görbét.

## Részletek
A felejtés sebessége sok tényezőtől függ, mint például a megtanult anyag nehézsége (pl. mennyire értelmes), az ismeretanyag ábrázolása, valamint fiziológiai tényezők mint a pillanatnyi stressz vagy kipihentség. Az alap felejtési sebességben nincs lényeges egyéni különbség. A látható teljesítményben mutatkozó különbségeket (pl. iskolai jegyek) eltérő mnemotechnikai képességekkel lehet megmagyarázni.
A mnemotechnika megismertetésével ezen különbségek számottevően csökkenthetők. A legjobb technikák az emlékek felerősítésére:
1. az emlékek jobb ábrázolása (pl. mnemotechnikai módszerekkel)
2. gyakorlás aktív felidézéssel (különösen az időközönkénti ismétlés módszerével)

Az emlékek minden egyes felidézése újraindítja a felejtési folyamatot, de egyre csökkenő sebességgel. Ezért az emlékek tökéletes elsajátításához kezdetben órákon vagy napokon belül kell ismételni az anyagot, a későbbiekben pedig már havonta vagy évente is elegendő lehet.
A kutatók között nincs egyetértés abban, hogy az egyén számára kiemelkedő fontossággal bíró tények vagy események esetén hogyan alakul a felejtési görbe formája. Egyes kutatók például azt állítják, hogy a megdöbbentő események, mint a 2001. szeptember 11-ei terrortámadás elevenen bevésődnek az emlékezetbe. Mások szerint jelentős különbségek mutatkoztak az eseményeket közvetlenül követő írott visszaemlékezések és a később lejegyzett emlékek között (az utóbbiak az alany által később megismert információkat is tartalmaztak). Jelentős kutatási tevékenység folyik ebben a témakörben, mivel ez közvetlen kapcsolatban van a szemtanúk vallomásának hitelességével.
Egy jellegzetes tanulási helyzetben (pl. szópárok megtanulása) a legtöbb tanuló csak az anyag 10%-ára emlékszik 3-6 nappal később (a pontos szám az anyag jellegétől függ). Más szavakkal: 90% feledésbe vész.